# 岡山典弘
岡山 典弘（おかやま のりひろ）は、日本の文芸評論家、作家、三島由紀夫研究家、エッセイスト。

## 来歴
愛媛県松山市生まれ。松山南高校卒業。松山大学卒業。自治大学校卒業。柔道三段。2016年4月から松山大学で日本文学を講ずる。愛媛県庁勤務、伊予銀行の審議役を経て、いよぎん地域経済研究センターの主席研究員。
「三島由紀夫と橋家」は、評論家の宮崎正弘から「従来の三島評伝が軽視あるいは無視してきた母方の家系が持つ意味を探った〝新発見〟」と評価された。三島の知られざるエピソードを集めた「三島由紀夫外伝」について、。井上隆史は、「三島由紀夫外伝」を「生ける三島像を浮き彫りしようとする、類書のない快作」と評した。佐藤秀明は、「著者の情報の取捨と事柄への判断はまことに適格だと思われる」と評した。

## 著作
- 『青いスクウェア』（2012年7月 日本文学館）
- 『三島由紀夫外伝』（2014年11月　彩流社・選書）
- 『三島由紀夫が愛した美女たち』（2016年10月　啓文社書房／2022年10月　MdN新書）
- 『三島由紀夫の源流』（2016年3月　新典社選書）
- 『筬島一治評伝』（2020年4月　仙味エキス／ＩＲＣ）

- 『曽我源太郎・光四郎評伝』（2022年4月　愛媛ダイハツ販売／ＩＲＣ）
- 『五〇人の作家たち　日本文学って、おもしろい！』（2022年9月　新典社選書）
- 『青野家五代　青野海運発展の航跡』（2025年3月　青野海運／ＩＲＣ）
- 編纂

- 『伊予銀行140年史』（2019年9月　伊予銀行）
- 『伊予銀行中浜支店の歩み』（2021年5月　伊予銀行）

共著
- 『西瀬戸自動車道の活用及び周辺地域の活性化方策の研究』（1993年3月　愛媛県社会経済研究財団）
- 『県都機能の充実強化に関する研究』（1994年3月　愛媛県社会経済研究財団）

- 『南北軸連携・交流研究』（1995年3月　愛媛県社会経済研究財団）
- 『国際化時代に対応した県内企業の振興方策研究（1996年3月　愛媛県社会経済研究財団）
- 『三島由紀夫　憂国と情念』（2024年10月　三島由紀夫研究会編／並木書房）

主要連載
- 『世界を一本背負い！　柔道家棟田康幸の挑戦』（2008年1月　サンケイ新聞）
- 『えひめ人風土記』（2017年7月　愛媛ジャーナル）

主要講演
- 『第26回海事立国フォーラム』（2019年10月　公益財団法人日本海事センター）